# Notheme eumeus
Notheme eumeus är en fjärilsart som beskrevs av Fabricius 1781. Notheme eumeus ingår i släktet Notheme och familjen Riodinidae. Inga underarter finns listade i Catalogue of Life.